# Augusta (Italia)
Augusta (Aùsta in siciliano) è un comune italiano di 34 564 abitanti del libero consorzio comunale di Siracusa in Sicilia.
La città fu fondata nei pressi del sito dell'antica città dorica di Megara Iblea dall'imperatore Federico II di Svevia, che la fondò nel 1232. Federico la chiamò Augusta Veneranda. La città fu ricostruita dopo il terremoto del Val di Noto del 1693. Nella seconda guerra mondiale era una delle principali basi della Regia Marina, e fu uno dei porti di sbarco delle forze anglo-americane.

## Geografia fisica

### Territorio
La città rientra nel comprensorio provinciale siracusano e si affaccia sul Mar Ionio. Il centro storico è un'isola, ricavata dal taglio di un istmo nel XVI secolo, collegata alla terraferma attraverso due ponti, uno di costruzione recente, XX secolo, intitolato al fondatore della città, Federico II di Svevia, e uno risalente alla dominazione spagnola, delimitato da un arco detto Porta Spagnola. Augusta ospita due porti: Megarese e Xifonio.
Il territorio comunale comprende tre isole amministrative: due sono enclavi nel comune di Melilli (Luogo Monaco e Fondacazzo), la terza è un territorio costiero tra il comune di Melilli e il mare (ex feudo San Cusumano). A sua volta è presente un'enclave melillese (Tufoli).

## Storia
La presenza di vita sulla piccola penisola di Augusta è possibile già dalla preistoria, limitata sempre a un piccolo villaggio. Si narra che in questo sito sorgesse una città chiamata Xiphonia ma non si sa se fosse una vera e propria città o un semplice villaggio di pescatori. Una leggenda racconta che intorno al XII secolo nei pressi di questa città il frate domenicano Reginaldo piantò un bastone che gli era stato donato probabilmente da San Domenico. Il giorno dopo il bastone fiorì e per Reginaldo fu il segno che il convento doveva essere costruito sulla penisoletta.
Si parla di Augusta come città solamente dopo il 1232, data di fondazione della città da parte di Federico II di Svevia. Egli per indicare la sua autorità sugli abitanti (si dice deportati da Montalbano e Centuripe) costruì un grosso castello su un promontorio di circa 30 m nella parte nord. 
Alla morte dell'ultimo imperatore svevo, Augusta, sede di un castello, venne occupata dagli Angioini. Dato che era rimasta fedele agli Hohenstaufen, fu rasa al suolo con il concorso dei messinesi.
Gli abitanti combatterono nei Vespri siciliani e già nel 1282 sul castello sventolava la bandiera aragonese, dominio che durerà per quattro secoli.
Et tulit ut tìtulo sit Veneranda suo.

Teutonica Fridericus eam de prole secundus

Donavit populo finibus, arce, loco.»
(Vito Maria Amico, Dizionario topografico della Sicilia (1855))
Nel 1326 Augusta divenne feudale sotto il possesso di Guglielmo Raimondo II Moncada, il primo dei ventiquattro conti del territorio di Augusta.
Passati due secoli come città feudale, Augusta tornò al demanio nel 1560, dopo che il re, vista l'insufficiente difesa che i conti avevano provveduto durante le invasioni turche del 1551, 1552, 1553 e 1560, decise di provvedere personalmente alla difesa della città. Avvennero infatti tutte dopo il 1560 i primi interventi di fortificazione: dal taglio dell'istmo alla costruzione di bastioni e dei forti Garcia, Vittoria e Avalos. Ma nonostante ciò i turchi continuarono ad attaccare, nel 1594 avvenne il miracolo. San Domenico, particolarmente venerato nella città perché quello domenicano fu il primo ordine religioso ad arrivare, apparve in cielo e mise fuga i turchi. Questo dice la leggenda; in verità molto probabilmente si trattava di domenicani, che già anni prima vennero autorizzati a tenere armi per difesa.
Nel 1626 Pietro Della Valle descrive così i forti del porto di Augusta:
()
Il XVII secolo si rivela fiorente per Augusta anche per l'arrivo dell'ordine dei Cavalieri di Malta che qui costruirono un grande forno per la produzione di biscotti intorno alla metà del secolo. Nel 1675 il porto fu campo della battaglia d'Agosta tra spagnoli e francesi, che vide la vittoria di questi ultimi che però abbandonarono pochi anni dopo il castello. Ma il 9 e l'11 gennaio del 1693 la città venne rasa al suolo dal terremoto. Nonostante ciò in pochissimi anni la città si risollevò e venne pure elevata alla dignità senatoria. Gli edifici della città distrutti dal terremoto vennero costruiti in stile tardo barocco come nelle altre città della Val di Noto. 
Dopo ciò Augusta incominciò un lento declino, dal passaggio ai Borboni fino all'unità d'Italia, e concludere con la costruzione nel 1890 del penitenziario sull'antico castello fridericiano. Nel 1778 Vivant Denon visita Augusta lasciando una descrizione del castello fortificato e del porto all'interno del suo Voyage en Sicilie.
Ma agli inizi del Novecento, per la collocazione strategica del porto poco fuori dalla città, nel 1917 venne incominciata la costruzione di un hangar per dirigibili in cemento armato. Venne ultimato nel 1920, dunque a guerra finita, misura 105,5 metri di lunghezza, 45,2 metri di larghezza e 37 metri di altezza. La struttura è costituita da 15 telai in calcestruzzo armato; i tamponamenti in cemento armato alleggerito di minimo spessore, solo parzialmente ancorati alle travi, la soletta di copertura a botte sospesa su una serie di centine a falce. Nel 1925, tramontata l'epoca dei dirigibili, tutta l'area dell'aeroscalo viene inglobata nell'idroscalo della appena nata Regia Aeronautica. L'idroscalo nella seconda guerra mondiale assolve importanti funzioni tattiche. La città nel 1943 subì un bombardamento alleato propedeutico a quella che sarebbe stata l'invasione e che causò danni e molti morti.

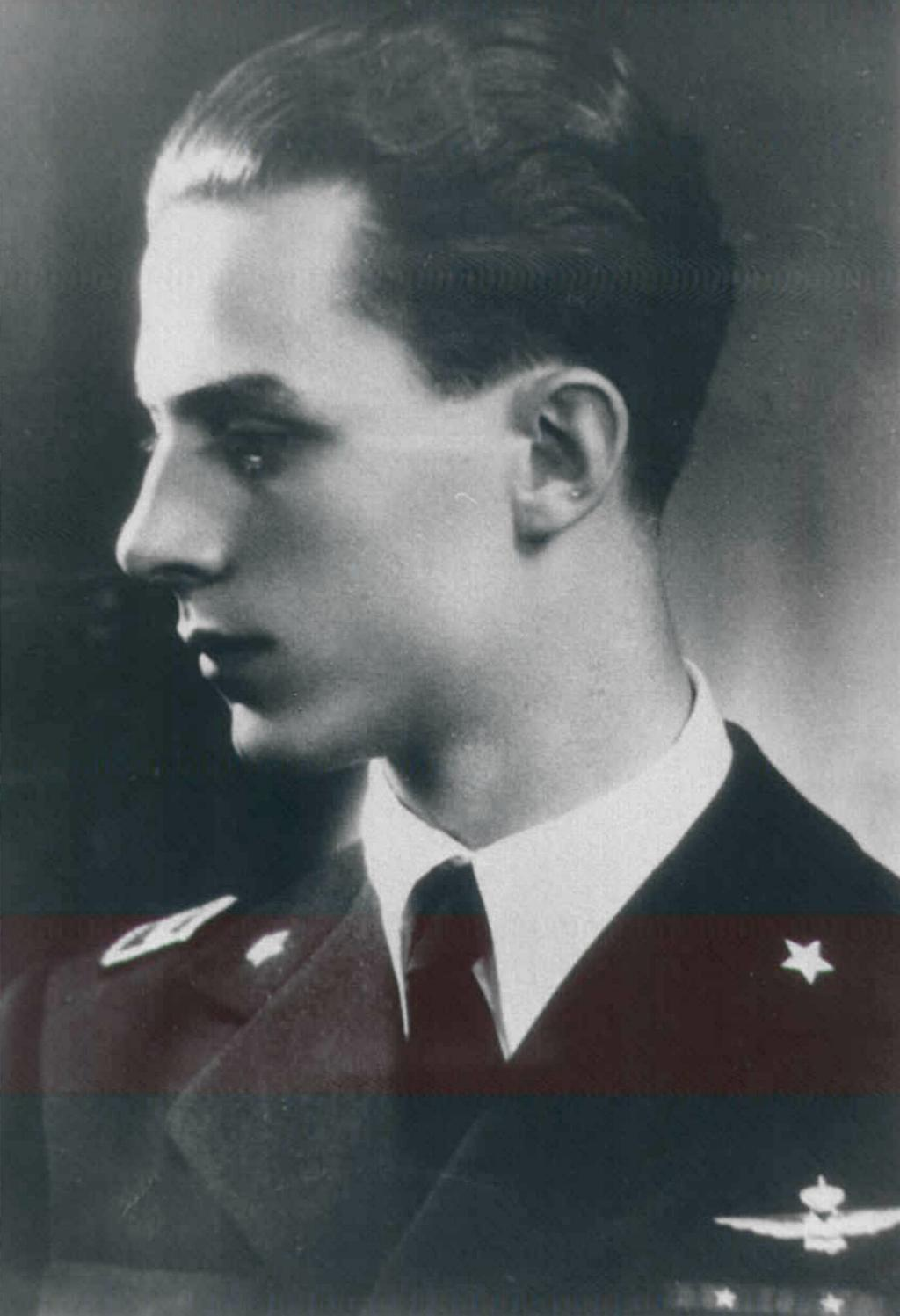
L'asso Giuseppe Cenni (MOVM) comandò il tentativo della Regia Aeronautica di impedire lo sbarco ad Augusta

Nella notte tra il 9 e il 10 luglio 1943 incominciò lo sbarco alleato in Sicilia (operazione Husky) e fra i punti di approdo vi fu la rada di Augusta. La regia aeronautica affidò al 5º Stormo Tuffatori (101º e 102º Gruppo) e al giovane comandante e "asso" Giuseppe Cenni (medaglia d'oro al valor militare), l'incarico di ostacolare l'invasione alleata su Augusta. Le difficili azioni costarono la vita a più di 10 piloti.
Augusta venne quindi occupata dalle truppe alleate, per rinascere nel dopoguerra come idrosoccorso della rinata aviazione repubblicana. Ma Augusta si risollevò anche grazie all'installazione nel 1949 della prima raffineria petrolifera. Dopo pochi anni la costruzione venne seguita da molte altre per arrivare alla forte industrializzazione della costa megarese negli anni ottanta del XX secolo.
Ancora ora molta dell'economia di Augusta, in passato fondata sulla pesca, sull'agricoltura e sulla produzione di sale dalle grandi saline, è basata sulle industrie petrolchimiche.

### Simboli

Stemma del comune di Augsta

Descrizione Araldica dello Stemma: L'Aquila con in testa corona e scritta S.P.Q.M.A. posta su fascia recante la dicitura "Urbs Regalis Augusta Veneranda Fidelis", tradotto "Augusta, città regale, venerabile e leale"
Blasonatura del Gonfalone: Di colore verde recante stemma raffigurante un'aquila che trae monete dal mare sottostante su sfondo bianco. Corona 5 torri.

## Monumenti e luoghi d'interesse
- Museo della Piazzaforte (Palazzo Comunale)
- Palazzo Comunale
- Piazza Duomo
- Giardini Pubblici
- Faro Santa Croce
- Sbarcatore dei Turchi
- Saline di Augusta

### Architetture religiose
- Chiesa di San Domenico
- Chiesa di San Giuseppe
- Convento dei Domenicani
- Chiesa di San Francesco di Paola
- Chiesa di Cristo Re
- Chiesa di Santa Maria Assunta
- Chiesa delle Anime Sante del Purgatorio
- Chiesa del Carmine
- Chiesa di San Sebastiano
- Chiesa di Santa Maria del Perpetuo Soccorso
- Chiesa di Santa Maria delle Grazie
- Chiesa di Sant'Andrea
- Chiesa di Santa Lucia
- Chiesa del Sacro Cuore di Gesù
- Eremo Adonai
- Chiesa di San Giuseppe Innografo

### Architetture civili
- Kursaal Augusteo
- Palazzo Omodei Migneco
- Palazzo Omodei Vinci
- Palazzo Zuppello
- Palazzo Tumscitz
- Villa Ristoria a Brucoli

### Architetture militari
- Porta Spagnola
- Castello svevo
- Hangar dirigibili Augusta
- Ricetta di Malta
- Forti García e Vittoria
- Torre Avalos

### Siti archeologici
- Mègara Hyblaea
- Catacombe del Mulinello: catacombe paleocristiane con tombe a fossa e a baldacchino[10]

## Società

### Evoluzione demografica
Abitanti censiti al primo giorno dell'anno visualizzato

## Cultura

### Letteratura
Lo scrittore Giuseppe Tomasi di Lampedusa ambienta ad Augusta la rievocazione dell'incontro d'amore tra il senatore Rosario La Ciura e una sirena nel racconto La sirena:
«Certo; è il più bel posto della Sicilia, per fortuna non ancora scoperto dai dopolavoristi. La costa è selvaggia, è vero, senatore? Completamente deserta, non si vede neppure una casa; il mare è del colore dei pavoni; e proprio di fronte, al di là di queste onde cangianti, sale l'Etna; da nessun altro posto è bello come da lì, calmo, possente, davvero divino. È uno di quei luoghi nei quali si vede un aspetto eterno di quell'isola che tanto scioccamente ha volto le spalle alla sua vocazione che era quella di servir da pascolo per gli armenti del sole.»
(Giuseppe Tomasi di Lampedusa, La sirena da I racconti, ed. Feltrinelli)

### Eventi
- Festa del Santo Patrono (Domenico di Guzmán; 24 maggio). La festa è caratterizzata da due processioni (23 e 24 maggio) e dalla fiera che si tiene nei giardini pubblici.
- Settimana Santa ad Augusta
- Tradizionale asta di San Giuseppe (19 marzo)
- Festa di San Giuseppe A' Spiga (terza domenica dopo Pasqua)
- Festa del Sacro Cuore di Gesù (ultima domenica di giugno)
- Festa Madonna del Carmine

## Geografia antropica

### Urbanistica
Attraverso lo studio della pianta della città si può notare come vi è una rete di strade a scacchiera nella maggior parte dell'isola. La parte nord di recente urbanizzazione ha rete differente. La parte sud invece è la parte più antica della città e quindi conserva un sistema di strade di tipo medievale.
L'architettura di Augusta ha grande spessore artistico. Vi sono gli imponenti sistemi difensivi del castello del XVII secolo, alcune chiese barocche e alcuni palazzi in liberty e barocco. Inoltre è presente in città un grande contrasto architettonico, tra i palazzi antichi e gli edifici costruiti dopo la II guerra mondiale.
Il Castello Svevo, con la sua struttura quadrata, oggi in fase di restauro, è uno dei maggiori colossi architettonici svevi. Si presume che esso doveva comprendere quattro torri quadrate ai suoi vertici e altre due torri poligonali nei restanti lati, ma allo stato attuale si può ammirare solo una di quelle poligonali. Per un lungo periodo il Castello è stato utilizzato come penitenziario fin quando, alla fine del Novecento, le continue pressioni dei detenuti spinsero le autorità a trasferirli nella nuova costruzione di Brucoli.
Tra gli altri edifici difensivi cittadini il Forte Avalos, il Forte Garcia e quello Vittoria edificati nel corso del Cinquecento.
L'ingresso della cittadella è segnato dalla Porta Spagnola, una costruzione risalente al 1681, chiusa da due imponenti bastioni. La città vecchia è tagliata da nord a sud dal commerciale corso Principe Umberto.
L'aspetto sacro è rappresentato, tra le altre, dalla Chiesa barocca dedicata alle Anime Sante e dalla Chiesa Madre seicentesca dedicata a Maria SS. Assunta.
Le antiche mappe catastali rivelano che l'arteria centrale di Augusta, via Principe, è stata in passato denominata Strada del Cassaro, via Ferdinando, via Corso e via Mastra (tanto che in dialetto molti abitanti ancora oggi la chiamano strada mastra). Una delibera comunale del 1943 intendeva intitolarla a Giacomo Matteotti, ma in realtà da allora il nome non fu mai ufficialmente cambiato.
Piazza Duomo era invece chiamata in passato Piazza Gelida perché vi era un mercato in cui si vendeva ghiaccio che veniva portato dalle montagne.  Via Megara, che ricorda il nome dell'antico sito Megara Hyblea, era in passato chiamata Strada di Gesù e Maria e Via Soccorso (in fondo alla strada, tra l'Ottocento e Novecento, venne costruita la Chiesa di Santa Maria del Perpetuo Soccorso). Via Roma, già denominata Crociera dei quattro cannoni e Grazia, via Chersoneso e via Calvario, ottenne il suo nome odierno in seguito a una delibera governativa del 1931 che imponeva a ogni Comune di intitolare una via alla Capitale. Via Epicarmo si chiama ora così in onore del commediografo dell'antica Megara Hyblaea (in passato era Strada dei forni).
La città possiede anche dei siti archeologici rilevanti come Megara Hyblaea, situata in una posizione privilegiata all'interno del golfo cittadino.
Degna di nota la frazione di Agnone Bagni, situata nell'omonima baia, che ospita un'estesa spiaggia con ampio panorama della costa fino alle pendici dell'Etna e la federiciana Basilica del Murgo.
Infine occorre ricordare gli aspetti più propriamente naturalistici della città degnamente rappresentati dal borgo marittimo di Brucoli.
Tale baia, ben attrezzata dal punto di vista ricettivo e poco distante dalla città di Augusta, sa unire le bellezze naturalistiche come il porto-canale formato dall'estuario del torrente Porcaria a quelle storiche come una seicentesca fortificazione costruita per difendere il locale caricatore e il "Castello" rappresentato da una quattrocentesca e quadrata torre, affiancato da un più recente faro, attivato nel 1911.

## Economia
Parte dell'economia cittadina è legata al Polo petrolchimico siracusano, tra i maggiori in Europa grazie alle dimensioni del porto naturale (Porto Megarese). Inoltre, il borgo marinaro di Brucoli è un importante centro turistico.
Prima del 1949 e dell'avvento dell'industria, l'economia ad Augusta era di tipo agrario e marinaro. Infatti, all'epoca sveva, l'intera isola era coltivata a ulivi e viti. Fino agli anni cinquanta del Novecento, la pesca è stata una fonte di ricchezza (la marineria augustana è stata una delle più importanti di Sicilia). Altro aspetto economico che sempre fino alla metà del XX secolo è stato attivo, è stata la produzione di sale. Nella maggior parte della zona oggi denominata " Borgata ", esistevano enormi saline (adesso area protetta dal WWF) che già nel 1200 facevano dare alla zona di Augusta "maremortum". Nel XVII secolo, inoltre, Augusta incrementò i guadagni grazie alla produzione di biscotti da parte dell'ordine dei Cavalieri di Malta.

## Amministrazione
| Periodo           | Periodo           | Primo cittadino                                              | Partito                             | Carica                  | Note   |
| ----------------- | ----------------- | ------------------------------------------------------------ | ----------------------------------- | ----------------------- | ------ |
| 12 giugno 1994    | 6 luglio 2002     | Giuseppe Gulino                                              | Partito Popolare Italiano           | Sindaco                 |        |
| 6 luglio 2002     | 26 maggio 2003    | Danilo Circo                                                 | Partito Popolare Italiano           | Vicesindaco f.f.        |        |
| 26 maggio 2003    | 20 settembre 2012 | Massimo Carrubba                                             | La Margherita / Partito Democratico | Sindaco                 |        |
| 20 settembre 2012 | 7 marzo 2013      | Antonino La Mattina                                          |                                     | Commissario prefettizio |        |
| 7 marzo 2013      | 15 giugno 2015    | Maria Rita Cocciufa Maria Carmela Librizzi Francesco Puglisi |                                     | Commissari prefettizi   | [ 12 ] |
| 15 giugno 2015    | 19 ottobre 2020   | Maria Concetta Di Pietro                                     | Movimento 5 Stelle                  | Sindaca                 |        |
| 22 ottobre 2020   | in carica         | Giuseppe Di Mare                                             | Fratelli d’Italia                   | Sindaco                 | [ 13 ] |

### Gemellaggi
- La Valletta, dal 2023[14]

- Vittoriosa, dal 2025

## Sport

### Calcio a 5
La società sportiva più importante è la Augusta 1986 che, tra il 1992 e il 2011, ha militato ininterrottamente per 19 anni in Serie A di calcio a 5, conquistando anche una Coppa Italia nella stagione 2000-01. Oggi milita in serie C1. 
Disputa le partite interne presso il Palajonio, un impianto tensostatico dotato di 2000 posti a sedere; i colori sociali sono il nero e il verde. Altra squadra di calcio a 5 è il Maritime Augusta, che ha disputato nella stagione 2018/19 il campionato nazionale di serie A.

### Calcio
Nel calcio a 11 esistono due società cittadine: il Megara Club Augusta che militò nella stagione 1947-48 in Serie C e lo Sporting Augusta. Attualmente, entrambe le squadre, militano nel campionato di Promozione 2017-2018 siciliana - Girone D.